# Viktor Chorinjak
Viktor Chorinjak (Minusinsk, 22 marzo 1990) è un attore russo.

## Biografia
Dopo gli studi alla Scuola del teatro d'arte di Mosca, ha debuttato nella compagnia del medesimo teatro. Nel 2007 ha intrapreso la carriera cinematografica, prendendo parte sia a film che a serie TV, in particolare acquisendo notorietà con il ruolo di Kostja nella serie Kuchnja. Nel 2014 ha preso parte al film commedia Kuchnja v Pariže.

## Filmografia parziale

### Attore
- Kuchnja v Pariže (2014)
- Poslednij bogatyr' (2017)
- Poslednij bogatyr': Koren' zla (2021)
- Neposlušnik (2022)[2][3]
- Mister Nokaut (2022)

## Doppiatori italiani
Nelle versioni in italiano dei suoi film Viktor Chorinjak è stato doppiato da:
- Massimo Triggiani in The Last Warrior e The Last Warrior 2.